# Antoine Bondaz
Antoine Bondaz est un chercheur français à la Fondation pour la recherche stratégique (en) (FRS), spécialiste de la Chine, de Taïwan, de la Corée du Nord et de la Corée du Sud.
Il a l'habitude de dénoncer sur Twitter et dans les médias la désinformation et les ingérences de l'ambassade de Chine en France, dans le cadre de la diplomatie du loup guerrier. En mars 2021, il fait l'objet d'insultes de la part de l'ambassade de Chine. Antoine Bondaz reçoit un soutien unanime et l'affaire accroît sa visibilité.

## Biographie

### Jeunesse et études
Diplômé de l'Institut d'études politiques de Bordeaux en 2011, il a étudié à l'université Hankuk des études étrangères à Séoul et à l'université nationale Sun Yat-sen à Kaohsiung.
En 2015, il soutient une thèse à l'Institut d'études politiques de Paris intitulée « De l’insécurité à la stabilité : la politique coréenne de la Chine de 2009 à 2014 » sous la direction de François Godement, il obtient ainsi le titre de docteur en science politique.

### Parcours professionnel
Depuis, Antoine Bondaz est chercheur à la Fondation pour la recherche stratégique. Ses domaines de recherche sont la politique étrangère de la Chine, de la Corée du Nord et de la Corée du Sud. Il porte son attention particulière sur les questions stratégiques en Asie de l'Est.

### «Effet Bondaz»
Le 16 mars 2021, Antoine Bondaz dénonce sur Twitter les pressions exercées par Lu Shaye, l'ambassadeur de Chine en France, pour dissuader des sénateurs français de se déplacer à Taïwan. Il se voit qualifié de « petite frappe » par l'ambassade, suscitant une condamnation immédiate de nombreux chercheurs, journalistes et politiques français et étrangers, qui adressent leur soutien à Antoine Bondaz,.
L'ambassade de Chine publie un communiqué dans lequel Antoine Bondaz est qualifié de « hyène folle » et de « troll idéologique »,. Le Global Times internationalise l'affaire en publiant plusieurs articles en anglais soutenant l'ambassadeur et attaquant à nouveau Antoine Bondaz. Celui-ci dénonce « une attaque en règle, coordonnée, mobilisant les moyens de l’État [chinois] pour chercher à [le] discréditer et [le] faire taire ».
En trois jours, Antoine Bondaz gagne plus de 3 000 abonnés sur Twitter, donne de nombreuses interviews à la presse, la radio et la télévision. L'affaire fragilise les partenariats de l'ambassade et attise les tensions diplomatiques entre la Chine et la France,. Elle s'intègre dans une séquence allant du 15 au 22 mars 2021, aux conséquences « désastreuses » pour l'image de la Chine en France, et contribue à favoriser la prise de conscience des responsables politiques et de la population française sur les pratiques des autorités chinoises.
En septembre 2021, un rapport de l'Institut de recherche stratégique de l'École militaire sur les opérations d'influence chinoises analyse l'affaire pour démontrer l'effet pervers, qualifié d'« effet Bondaz », de la diplomatie du loup guerrier, l'ambassade ayant attiré l'attention sur les travaux d'Antoine Bondaz en ayant voulu le discréditer.

## Ouvrages
- Corée du Nord : plongée au cœur d'un État totalitaire (photogr. Benjamin Decoin), Vanves, Chêne, 2016 (ISBN 281231561X)
- avec Juliette Morillot, L'avenir de la Corée du Nord, Paris, Institut Diderot, 2017 (ISBN 9791093704487, SUDOC 231774249)